# Асклепиад Самосский
Асклепиад Самосский (др.-греч. Ἀσκληπιάδης ὁ Σάμιος, конец IV – начало III вв. до н. э.) — древнегреческий поэт. Происходил с о. Самос. Сохранилось около 40 его эпиграмм в составе Палатинской антологии. 
Творчество Асклепиада (как и многих других поэтов эпохи эллинизма) характеризуется оторванностью от общественной жизни и интересом к отдельному человеку. В эпиграммах Асклепиада преобладают темы любви и наслаждения жизнью; эпиграммы отличаются искренностью и высоким художественным мастерством. Асклепиад оказал большое влияние на последующее развитие эпиграммы и античную поэзию вообще; его именем названы Большой и Малый Асклепиадовы стихи, Первая, Вторая, Третья, Четвёртая и Пятая Асклепиадовы строфы, которые использовал в своих одах Гораций.